# Пјано ди Сако (Пескара)
Пјано ди Сако (итал. Piano di Sacco) је насеље у Италији у округу Пескара, региону Абруцо.
Према процени из 2011. у насељу је живело 29 становника. Насеље се налази на надморској висини од 77 м.